# Messerschmitt Me 163
Messerschmitt Me 163 Komet er et tysk 1-motors jagerfly, bygget under 2. verdenskrig. Flyet var verdens første raketfly, som blev indsat i kamp.

## Drivmidler
Me 163's brændstof var det såkaldte C-stoff, der var hydrazin opblandet i metanol. Iltningsmidlet var det såkaldte T-stoff, der var 80 % brintoverilte. C- og T-stoff var hypergolske drivmidler, så de brændte ved kontakt. Dette gjorde det farligt at optanke en Me 163, for den mindste forurening af det andet stof ville udløse en eksplosionsagtig brand. To tankhold skiftedes til at fylde henholdsvis C- og T-stoff på flyet, efter en grundig afvaskning af dette. C-stoff var ydermere giftigt og T-stoff var meget reaktivt. Ved beskydning af jagerflyet, kunne stofferne blandes så flyet gik tabt. Flyet blev udelukkende brugt til luftforsvar over Tyskland imod England og USA's strategiske bombetogter fra maj 1944 og frem. Me 163 B (Produktionsversionen der så kamp) var bevæbnet med 2 x 30mm MK 108 maskinkanoner med 60 skud pr. kanon. Flyet var berygtet for sin høje hastighed og både Me 163 A og Me 163 B satte begge hastighedsrekorder med hhv. 1004,5 km/t og 1130 km/t, dog med den sidste var det meste af roret revet af. Flyets tanke kunne maksimalt indeholde nok brændstof fra start til yde fremdrift i otte minutter, hvilket gav Me 163 en operativ radius på ca. 30 km fra landingsbanen da størstedelene af brændstoffet blev brugt på at stige til B-17 bombeflyenes flyvehøjde. I den aktuelle luftkamp var det sjældent at Me 163 havde nok brændstof og moment til at kunne angribe en bombeflysformation mere end to gange før den var nødt til at svæve tilbage tilbage til basen.
- Wikimedia Commons har flere filer relateret til Messerschmitt Me 163

| Luftfart | Spire Denne artikel om flyvning er en spire som bør udbygges. Du er velkommen til at hjælpe Wikipedia ved at udvide den. |